# آبشار سوکل
آبشار سوکل (به لاتین: Sukil waterfalls) یک آبشار در اوکراین است که در Dolyna Raion واقع شده‌است.